# Solva kusigematii
Solva kusigematii är en tvåvingeart som beskrevs av Yang och Akira Nagatomi 1993. Solva kusigematii ingår i släktet Solva och familjen lövträdsflugor. Inga underarter finns listade i Catalogue of Life.